# Crassipetalum
Crassipetalum (лат.) — род двупарноногих многоножек семейства Paracortinidae из отряда Callipodida. Юго-Восточная Азия (Китай). Известно 2 вида.

## Этимология
Родовое название Crassipetalum образовано из сочетания слов crassus, означающее «толстый» (относящееся к крупному мезальному коксальному отростку), и petalum — суффикс, используемый во многих родах отряда Callipodida.

## Описание
Многоножки среднего размера (около 5 см) с хорошо развитыми плевротергальными гребнями. Голова без выступа на темени, пары ног 6 и 7 без заметных модификаций. Гоноподы параллельные, дистальная часть телоподитов пересекается. Каждый гонопод с крупным булавовидным префемороидальным отростком (pf1), достигающим дистальной части телоподита (и иногда сопровождаемым более мелким); тазик с выступающим округлым передним выступом и крупным коксальным отростком, последний почти такого же размера, как телоподит. Телоподит (Т) с мощным стеблем, дистально расширяющимся в три основные складки, включая горизонтальный мезальный выступ, вмещающий соленомер (s) и парасоленомер (ps). Отличается от всех других родов Paracortinidae увеличенными мезальным фалькатным коксальным отростком и префемороидальным отростком, а также формой дистальной части телоподитов.

## Классификация
Известно 2 вида.
- Crassipetalum inflatum (Chen, Zheng & Jian, 2023) — пещера Хунци Лунтан, Национальный природный заповедник Иньтяолин, уезд Уси, Чунцин, Китай
  - =Paracortina inflata Chen, Zheng & Jian, 2023[5]
- Crassipetalum magnum Akkari & Stoev, 2023 — провинция Ганьсу

## Распространение
Юго-Восточная Азия. Встречаются в Китае.